# Myrina

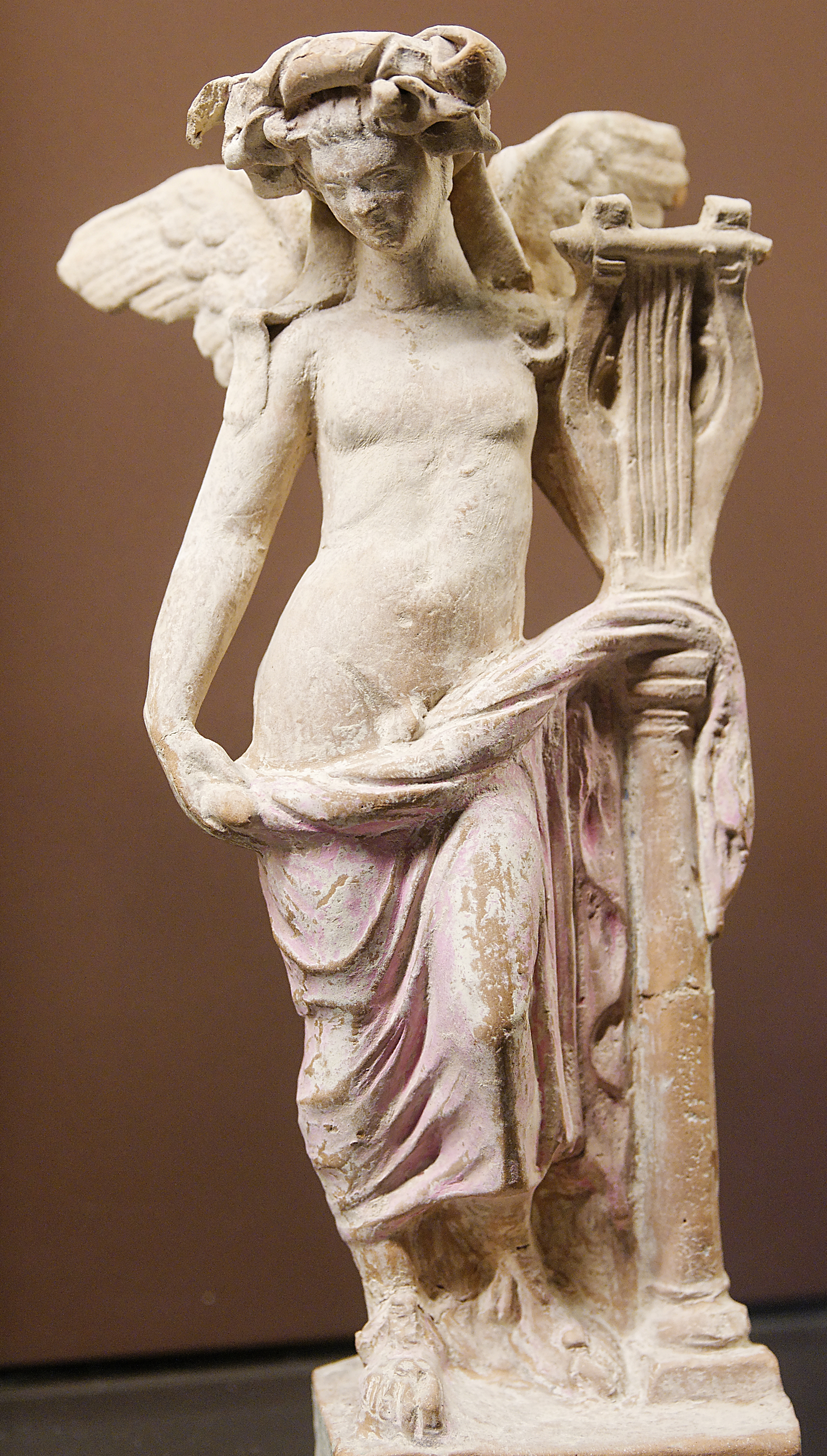
Erosfigurin från Myrina

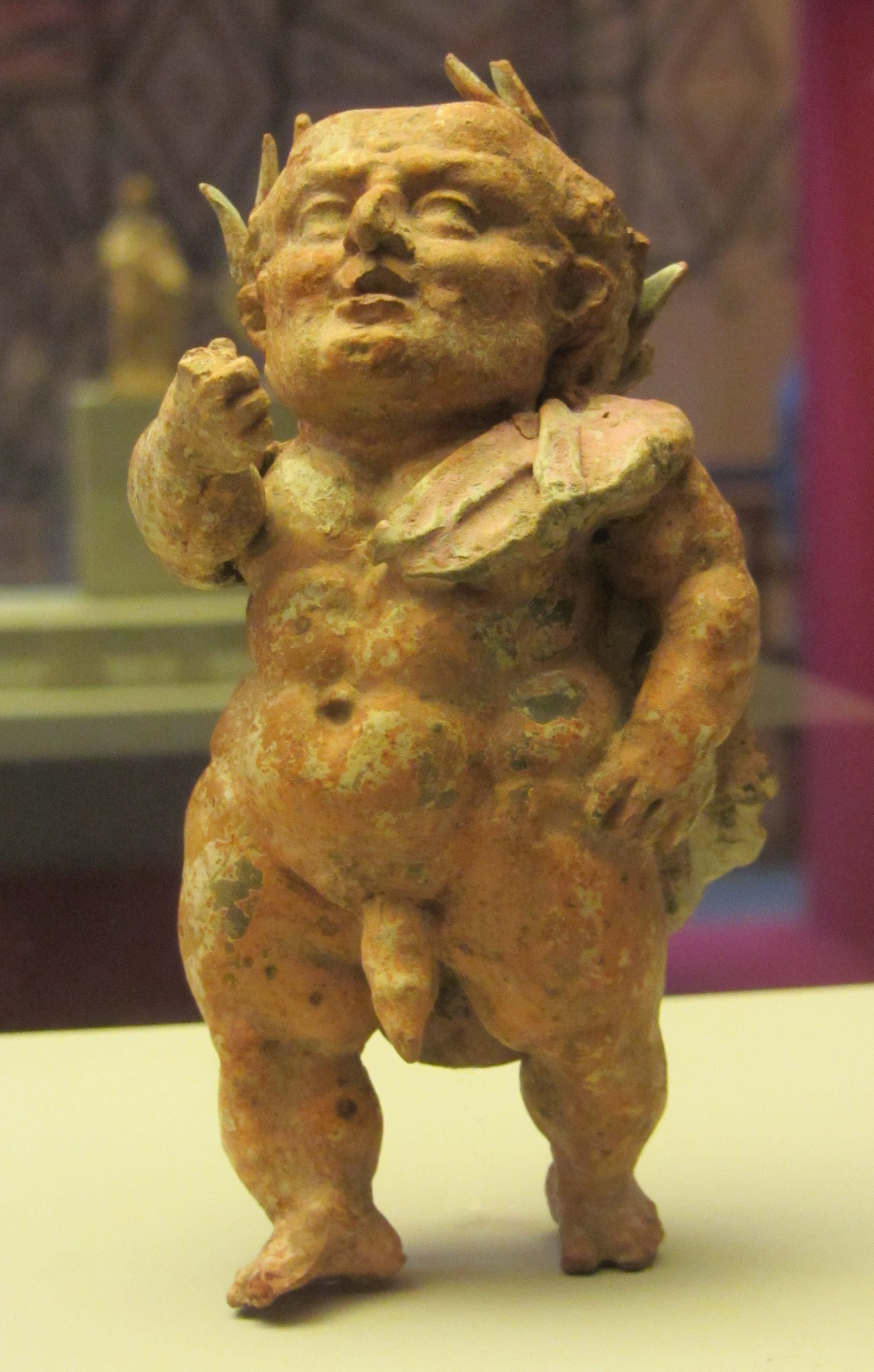
A terracotta figurine of a grotesque, 2nd-century BC. National Archaeological Museum, Athens.

Myrina (grekiska Μυρίνα) var en forngrekisk stad i Mysien i Mindre Asien, mellan Kyme och Kaikos mynning, nämnd redan av Herodotos och befintlig ännu i slutet av 1200-talet.
Myrinas omfångsrika nekropoler utgrävdes i slutet av 1800-talet av Edmond Pottier, Salomon Reinach och Alphonse Veyries. Vid utgrävningarna hittades i synnerhet en mängd terrakotta-arbeten liknande de tanagreiska. Många av dem föreställer gudomligheter, andra är leksaker, andra slutligen reproduktioner av berömda konstverk. Större delen av fynden förvaras i Louvren.
Skalden och historieskrivaren Agathias är född i Myrina.